# Alsey, Illinois
Alsey là một làng thuộc quận Scott, tiểu bang Illinois, Hoa Kỳ. Năm 2010, dân số của làng này là 227 người.

## Dân số
Dân số qua các năm:
- Năm 2000: 246 người.
- Năm 2010: 227 người.